# Кярсямяки
Кярсямяки (фин. Kärsämäki) — община в Финляндии, в провинции Северная Остроботния. Население составляет 2 875 человек; площадь — 700,87 км². Плотность населения — 4,14 чел/км². Официальный язык — финский.

## Населённые пункты
Населённые пункты общины включают следующие деревни: Венетпало, Кирконкюля, Миилуранта, Ойалехто, Алайоки, Порккала, Раннанкюля, Сависелкя, Сюдянмаанкюля, Пюррёнперя.

## Демография
На 31 января 2011 года в общине Кярсямяки проживают 2875 человек: 1474 мужчин и 1401 женщин.
Финский язык является родным для 99,41 % жителей, шведский — для 0 %. Прочие языки являются родными для 0,59 % жителей общины.
Возрастной состав населения:
- до 14 лет — 18,4 %
- от 15 до 64 лет — 60,35 %
- от 65 лет — 21,15 %

Изменение численности населения по годам:
| Год  | Численность |
| ---- | ----------- |
| 1980 | 3393        |
| 1990 | 3582        |
| 2000 | 3207        |
| 2010 | 2872        |
| 2011 | 2875        |

## Галерея

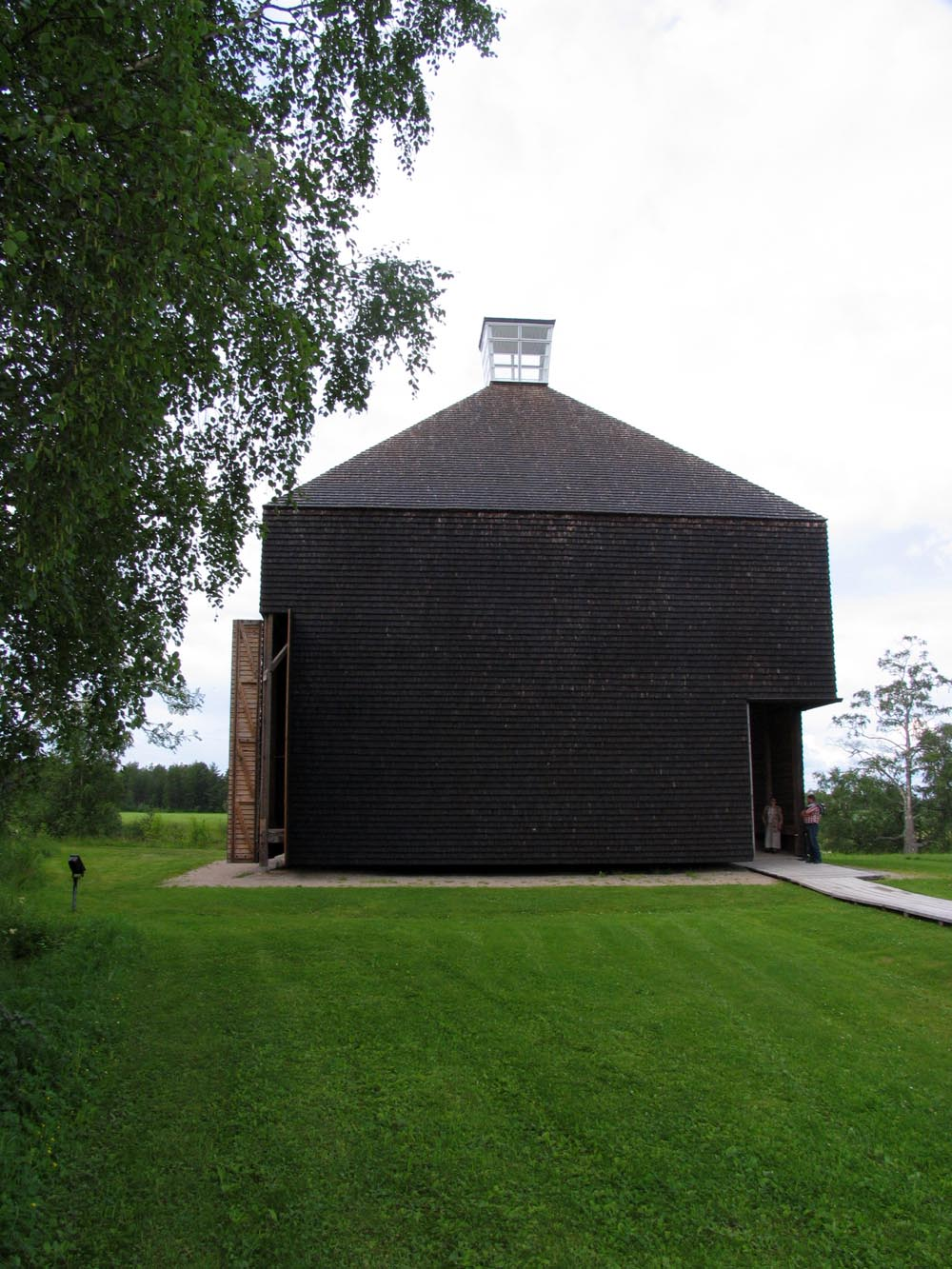
Церковь в Кярсямяки